# Gymnázium Jaroslava Heyrovského
Gymnázium Jaroslava Heyrovského je všeobecné gymnázium, jež se nachází na sídlišti Nové Butovice ve Stodůlkách v městské části Praha 13. Gymnázium bylo založeno v roce 1994 a ve školním roce 2015/2016 jej navštěvovalo zhruba 700 studentů. Pojmenování po Jaroslavu Heyrovském mu byl propůjčeno MŠMT dne 17. května 1996.

## Vybavení
Škola má bezbariérový přístup. Součástí školy jsou odborné učebny (laboratoř chemie, odborné pracovny biologie, fyziky, cizích jazyků, dějepisu, zeměpisu a počítačové učebny), knihovna obsahující přes 12 000 knih, školní jídelna, dvě tělocvičny, dvě posilovny, plavecký bazén, travnaté fotbalové hřiště, atletický ovál (obvod 250 m), sektory na skok daleký a vrh koulí, dvě tenisové hřiště a velké umělé hřiště. V budově je k dispozici bezdrátové připojení k internetu (WiFi).

## Školní akce
Gymnázium organizuje pro studenty různé akce a volnočasové aktivity:
- Besedy[2] (např. : o Antichartě s Evou Pilarovou, o Shakespearovských sonetech s Martinem Hilským, s hráči Technology Florbal Mladá Boleslav o životě sportovce ...)
- Dialog[3] (studentský diskusní festival)
- DofE[4] (místní centrum Mezinárodní ceny vévody z Edinburghu)
- Exkurze[2] (např. : Ústřední čistírna odpadních vod, Technické muzeum v Mnichově, výrobní závod BMW, Národní památník Terezín, Pivovar U Fleků ...)
- Florbalový turnaj[5] (studenti prim až septim hrají o mistra ročníku)
- Keramika[6] (nepovinný předmět)
- Koncert dánských studentů[2] (studenti z Ose Efterskole)
- Kurz krajinomalby[2] (pro studenty sext a septim)
- Lyžařské kurzy[5] (v rakouských Alpách pro studenty sekund a kvint)
- Maturitní ples[2] (ve velkém sále pražské Lucerny)
- Orchestr[6] (nepovinný předmět)
- Plavecké závody ředitele školy[5] (disciplíny 50 metrů volný způsob, 50 metrů prsa, 50 metrů znak a štafetu 4 x dva bazény volný způsob)
- Preventivní program[7] (spolupráce s Městskou policií Hl. m. Praha, FN Motol, Hasičský záchranný sbor hl. m. Prahy, s.o.s. Proximou Sociale a další)
- Příprava na FCE (kurz prohlubující znalosti anglické gramatiky a rozšiřující slovní zásobu, zároveň seznamuje studenty s formátem Cambridgeských jazykových zkoušek)
- Recitační soutěž
- Sběrovou akci[8] (vybrané peníze škola přispívá na dobročinné účely)
- Sborový zpěv[6] (nepovinný předmět)
- Seznamovací kurz[7] (pro studenty prim)
- Soutěže o vložky se zástupcem ředitele
- Školní sportovní klub[9] (nabídka sportovních kroužků - basketbal, florbal, fotbal, plavání, softbal, stolní tenis, volejbal)
- Sportovní dny ředitele školy[5] (turnaje ve fotbale, volejbalu, softbalu a atletické závody na konci školního roku)
- Sportovní kurz[5] (pro studenty septim)
- Volejbalový turnaj (pro studenty, absolventy i veřejnost)
- Zahraniční studijní zájezdy[10] (Velká Británie pro studenty kvart)
- Zážitkový kurz (pro studenty sext)

## Úspěchy
Studenti gymnázia jsou, stejně jako vyučující (Mgr. Břetislav Zubík - Pražský učitel 2018 a Nejúspěšnější učitel EUROREBUS 2018, PhDr. Marie Jungmannová - Pražský učitel 2017, Mgr. Veronika Karpelesová - Zvláštní cena poroty - Sonderpreis 2017, Mgr. et Ing. Libor Sládek - Zlatý Ámos 7. ročník), dlouhodobě úspěšní v řadě krajských (Hejtmanův pohár, AlwaysLikeAGirl, Olympijský víceboj, POPRASK) i národních (Talent roku, Přeměna odpadů na zdroje, Sportuj ve škole, Spotřeba pro život, Eurorebus, E.ON Energy Globe) soutěžích.
Mezi absolventy gymnázia patří známý teolog a starokatolický kněz Petr Jan Vinš.

## Kauza Libor Sládek
Libor Sládek byl jedním ze zakládajících učitelů gymnázia; od jeho vzniku v roce 1994 zde vyučoval matematiku a později také hudební výchovu. Na škole se stal značně oblíbeným a ve školním roce 1999/2000 vyhrál 7. ročník ankety Zlatý Ámos. V roce 2000 na gymnáziu založil pěvecký sbor Besharmonie, který pod jeho taktovkou získal ocenění na MSFHR 2001 ve Vlachově Březí a několikrát se umístil ve zlatém pásmu celostátní přehlídky Gymnasia Cantant.
V té době měl dokončenou pouze základní pedagogickou kvalifikaci a aby mohl dál vyučovat hudební výchovu, musel tento obor nejpozději v září 2001 začít studovat na pedagogické fakultě; protože se však neotevřel, vystudoval místo něj sbormistrovství, které mělo podobnou náplň. Nejen z toho důvodu se dostal do sporu s ředitelem gymnázia Vilémem Bauerem, který mu v květnu 2002 dal výpověď se zdůvodněním, že nemá dostatečné pedagogické vzdělání. Studenti se pak rozhodli uspořádat petici na jeho podporu. Od roku 2009 Sládek učí a vede svůj sbor na Gymnáziu Nad Kavalírkou.

## Galerie

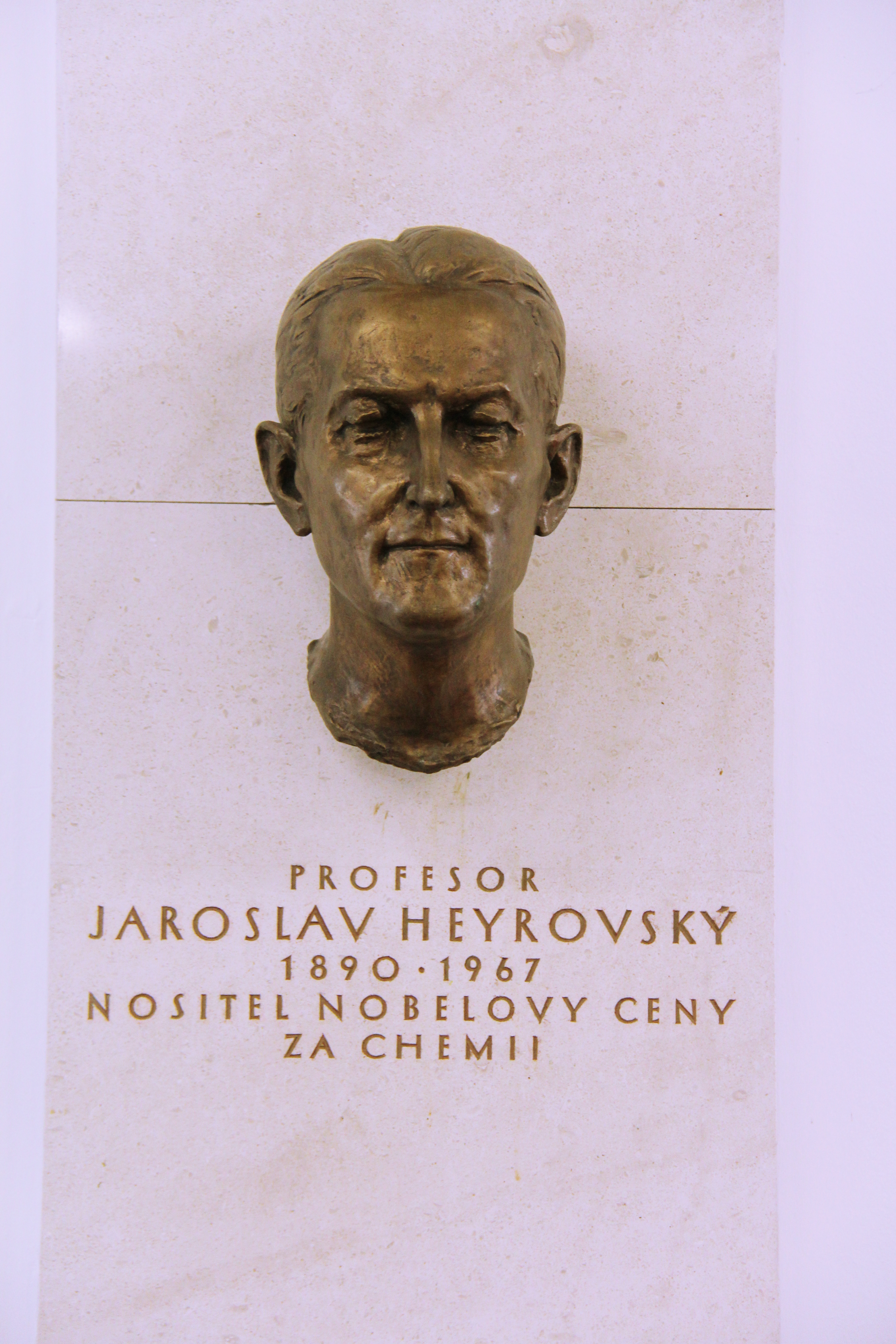
Busta prof. Heyrovského ve vestibulu
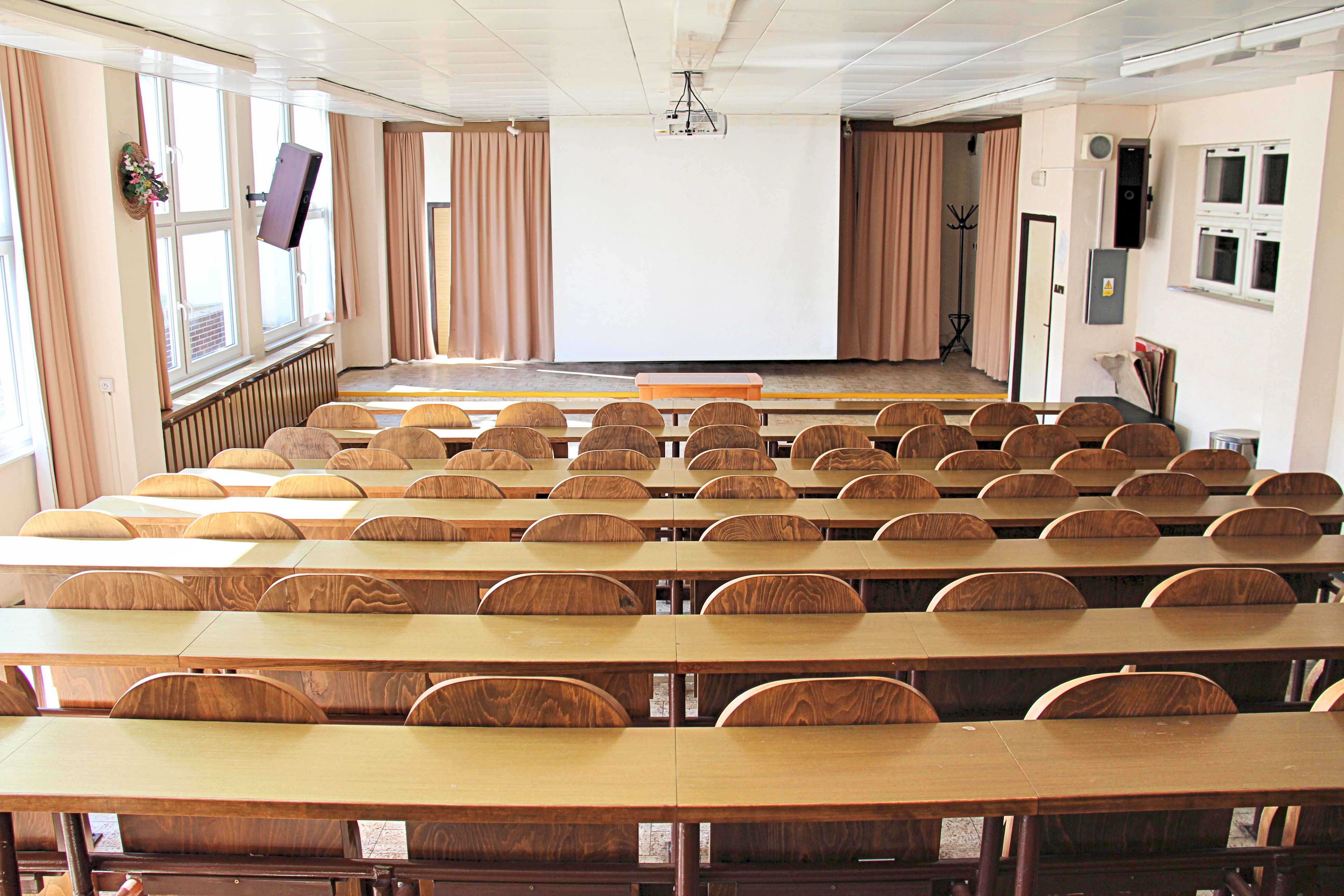
Kinosál
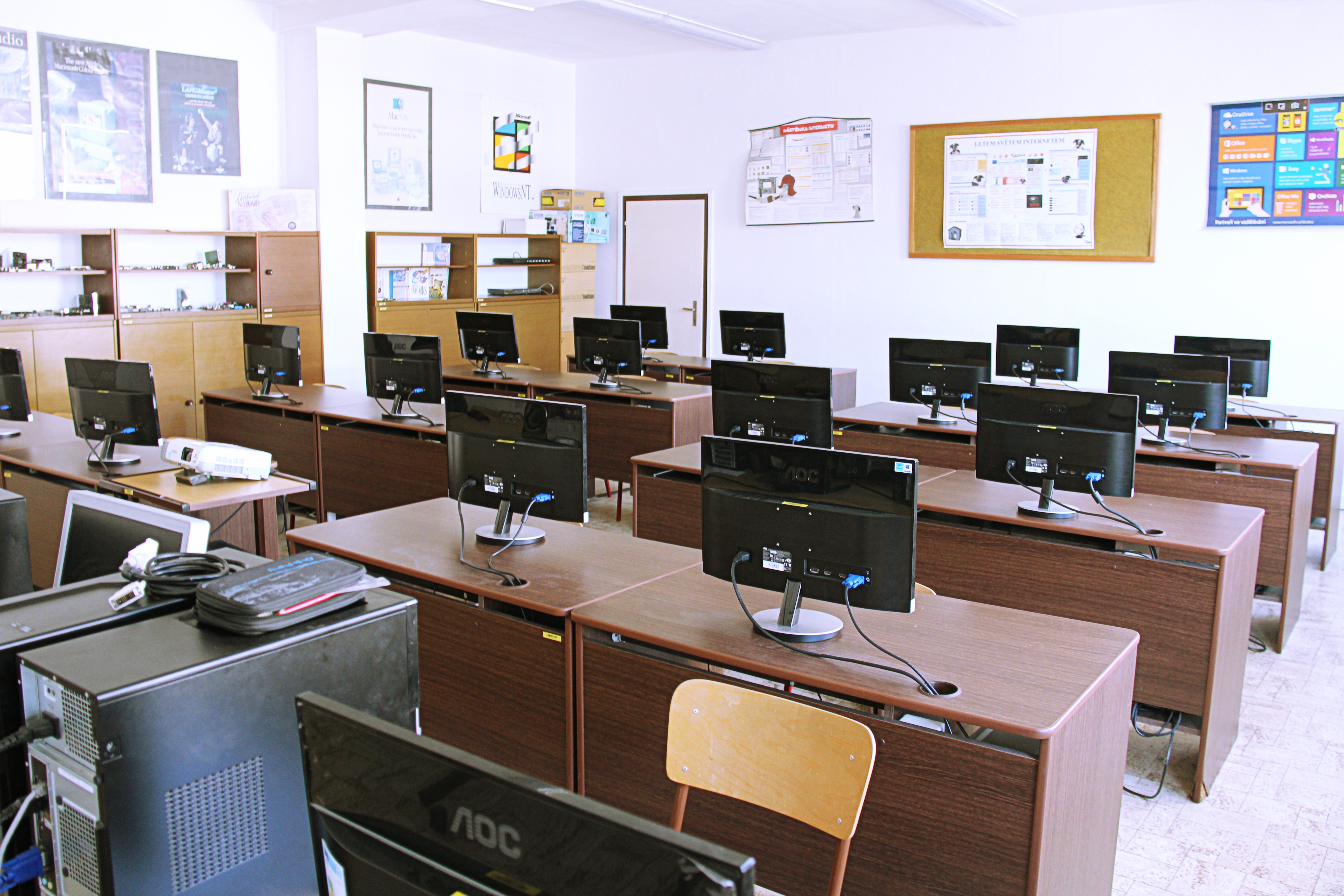
Počítačová učebna
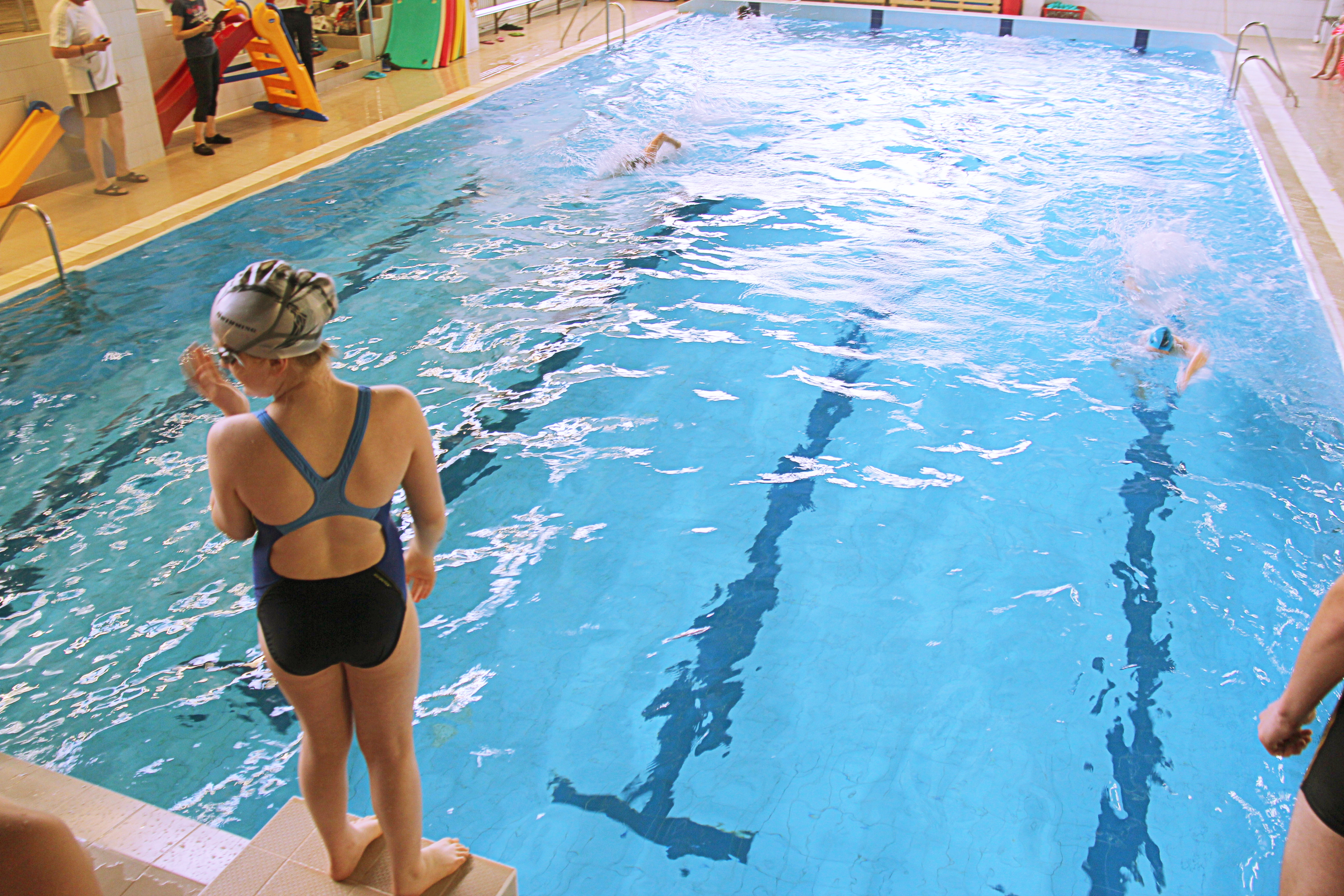
Bazén
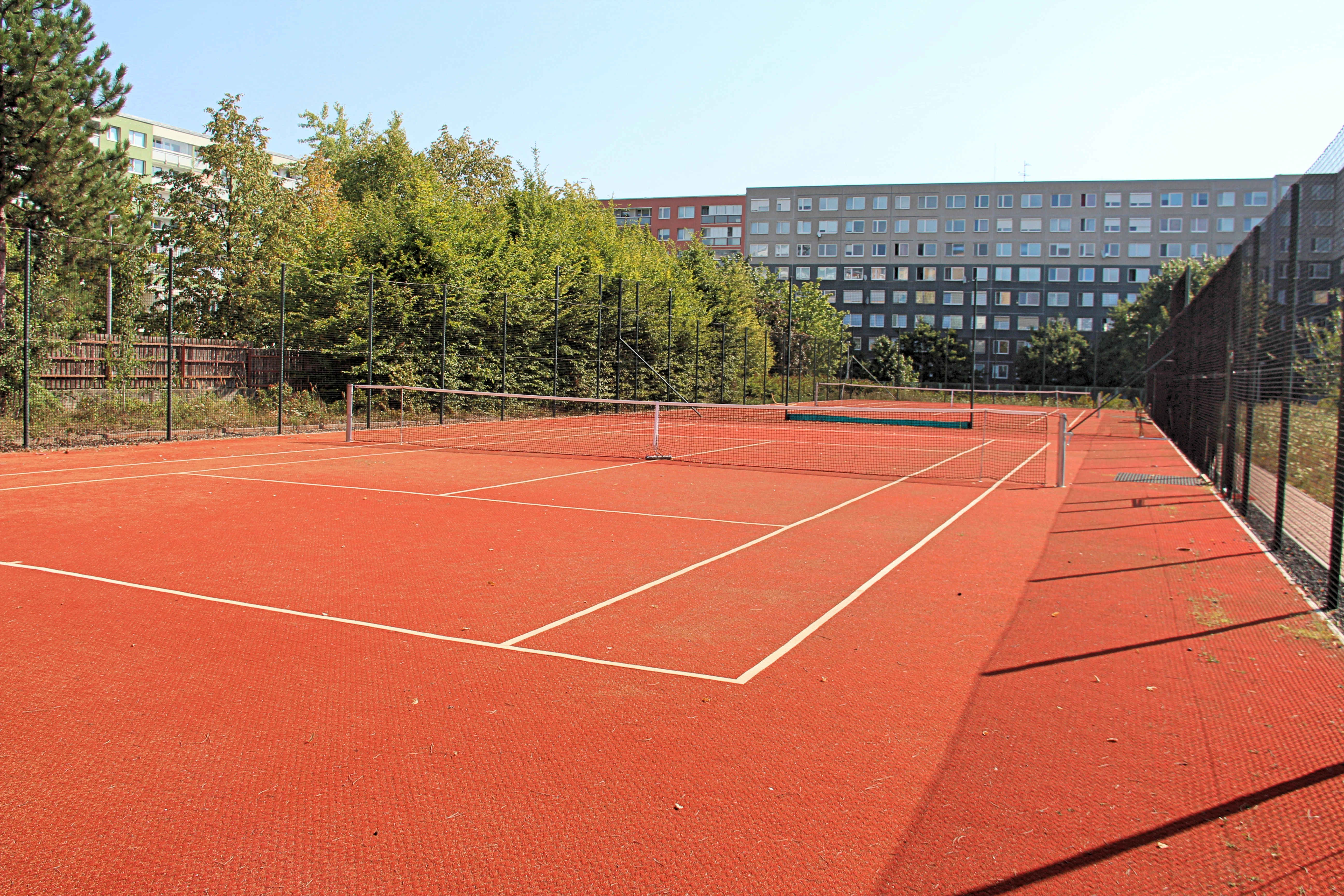
Tenisové kurty
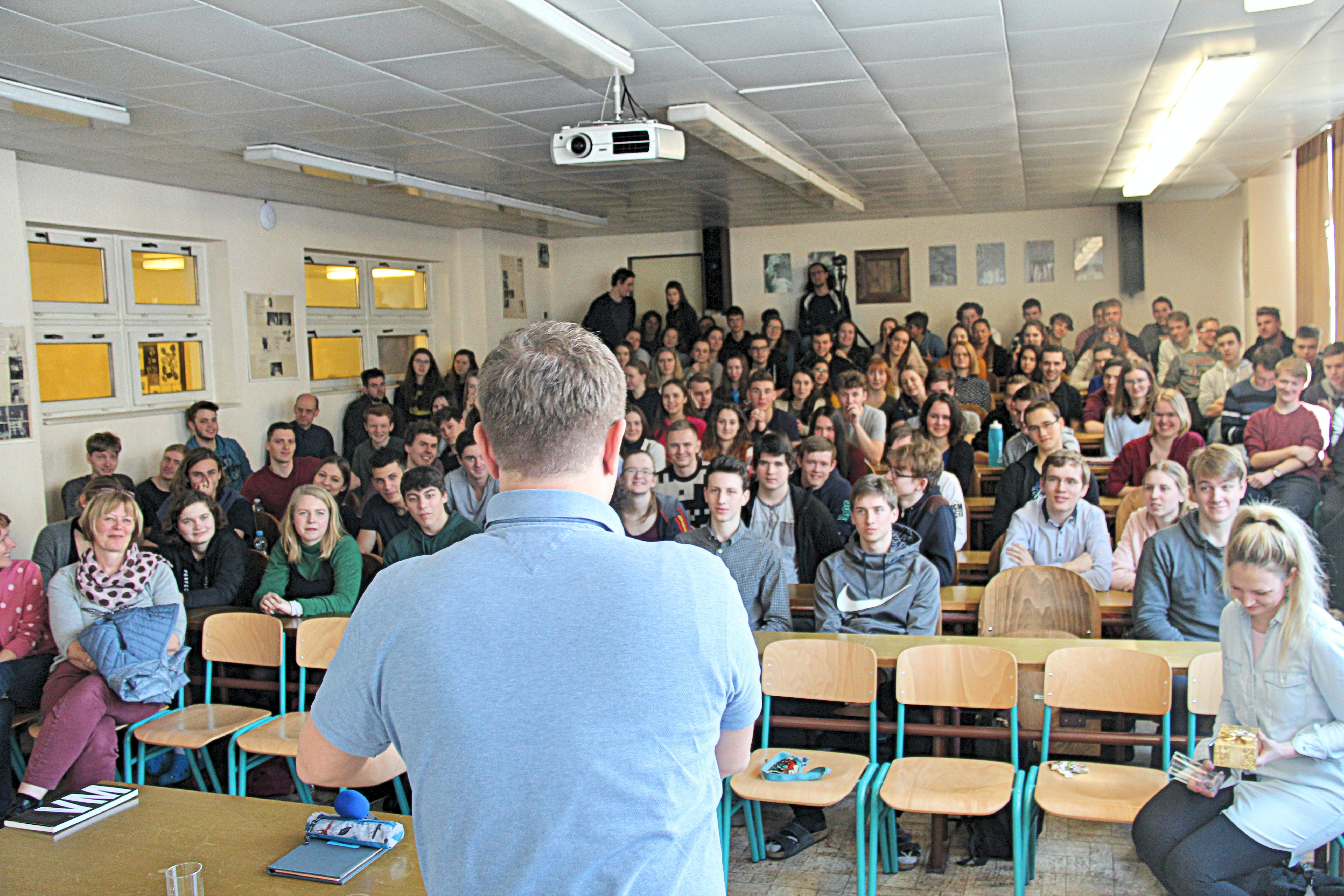
Beseda v kinosále gymnázia
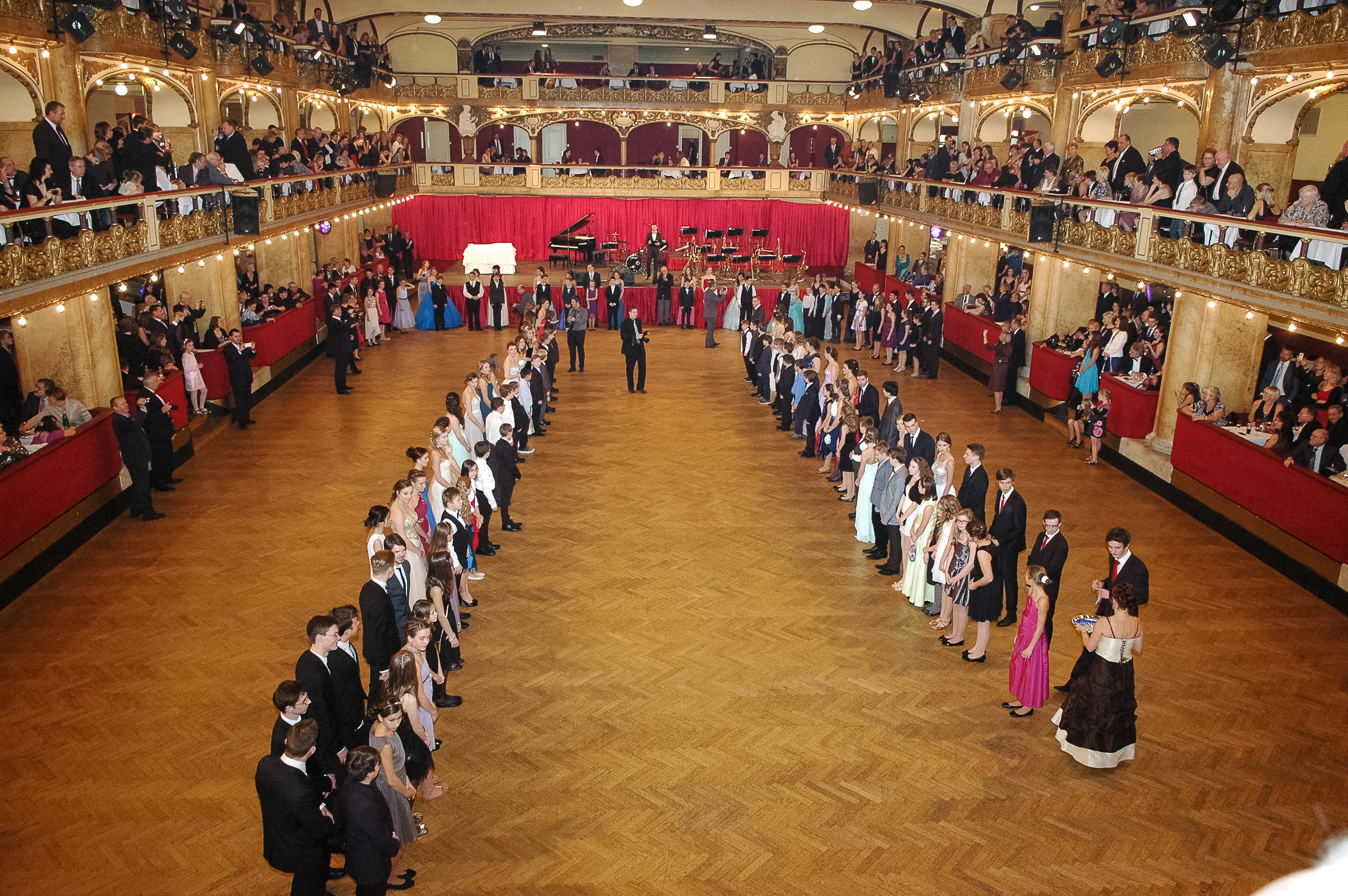
Ples gymnázia ve Velkém sále pražské Lucerny
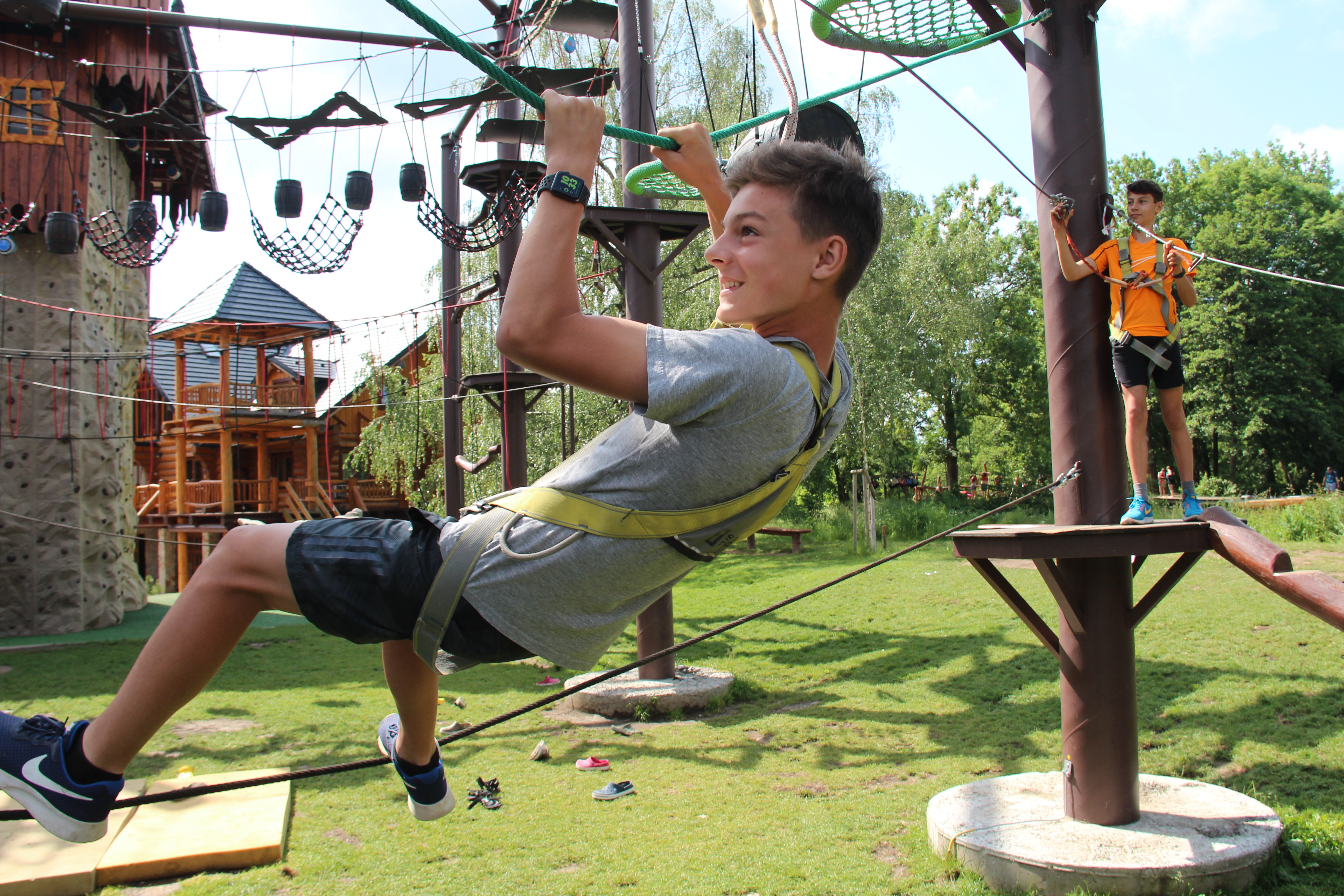
Zážitkový kurz